# Dreadful Shadows
I Dreadful Shadows sono un gruppo gothic metal tedesco formatosi nel 1993 a Berlino.

## Storia dei Dreadful Shadows
La band si è sciolta nel 2000, nonostante dal 2007 è tornata alla sua formazione per alcune date dal vivo.
I membri della band lavorano anche in altri progetti: Sven Friedrich e Norman Selbig hanno formato i Zeraphine, Sven Friedrich è anche il fondatore dei Solar Fake, Andrè Fuller degli isn't, e Jens Riediger dei Seelenfunken.

## Formazione

### Formazione attuale
- Sven Friedrich - voce, chitarra, tastiera
- André Fuller - chitarra
- Norman Selbig - chitarra
- Jens Riediger - basso
- Ron Thiele - batteria, cori

### Ex componenti
- Stefan Neubauer - chitarra (1993-1996)
- Frank Hofer - chitarra (1993-1996)
- Reiko Jeschke - chitarra (1993)
- Sebastian Olive Lange (1996)

## Discografia

### Album studio
- Estrangement (1994)
- Buried Again (1996)
- Beyond The Maze (1998)
- The Cycle (1999)

### Album live
- Shadows Live In '98 (1998)

### Raccolte
- Estrangement + Homeless (2000)

### EP
- Homeless (1995)
- Apology (2000)

### Singoli
- Burning The Shrouds (1997)
- Twist In My Sobriety (1999)
- Futility (1999)